# 関口 (厚木市)
関口（せきぐち）は、神奈川県厚木市の大字。郵便番号243-0804（集配局 : 厚木北郵便局）。

## 地理
厚木市内依知地区に位置する。市内北東側の依知台地に位置する。東側の相模川と西側の中津川に挟まれる。北に山際、西に下川入、南西に三田、南に中依知、東は同じ神奈川県の座間市（座間入谷、新田宿）と接している。

### 地価
住宅地の地価は、2023年（令和5年）1月1日の公示地価によれば、関口字山ノ根1024番6の地点で8万6500円/m2となっている。

## 世帯数と人口
2021年（令和3年）3月1日現在（厚木市発表）の世帯数と人口は以下の通りである。
| 大字 | 世帯数 | 人口    |
| ---- | ------ | ------- |
| 関口 |        | 4,148人 |

### 人口の変遷
国勢調査による人口の推移。
| 年                 | 人口  |
| ------------------ | ----- |
| 1995年（平成7年）  | 3,629 |
| 2000年（平成12年） | 3,783 |
| 2005年（平成17年） | 3,886 |
| 2010年（平成22年） | 3,703 |
| 2015年（平成27年） | 3,875 |
| 2020年（令和2年）  | 4,102 |

### 世帯数の変遷
国勢調査による世帯数の推移。
| 年                 | 世帯数 |
| ------------------ | ------ |
| 1995年（平成7年）  | 1,404  |
| 2000年（平成12年） | 1,581  |
| 2005年（平成17年） | 1,678  |
| 2010年（平成22年） | 1,548  |
| 2015年（平成27年） | 1,722  |
| 2020年（令和2年）  | 1,922  |

## 学区
市立小・中学校に通う場合、学区は以下の通りとなる（2022年10月時点）。
| 番・番地等   | 小学校             | 中学校             |
| ------------ | ------------------ | ------------------ |
| 808〜829番地 | 厚木市立依知小学校 | 厚木市立藤塚中学校 |
| 上記以外     | 厚木市立依知小学校 | 厚木市立依知中学校 |

## 産業

### 事業所
2021年（令和3年）現在の経済センサス調査による事業所数と従業員数は以下の通りである。
| 大字 | 事業所数  | 従業員数 |
| ---- | --------- | -------- |
| 関口 | 130事業所 | 1,078人  |

### 事業者数の変遷
経済センサスによる事業所数の推移。
| 年                 | 事業者数 |
| ------------------ | -------- |
| 2016年（平成28年） | 128      |
| 2021年（令和3年）  | 130      |

### 従業員数の変遷
経済センサスによる従業員数の推移。
| 年                 | 従業員数 |
| ------------------ | -------- |
| 2016年（平成28年） | 1,127    |
| 2021年（令和3年）  | 1,078    |

## 交通

### 鉄道
鉄道路線は地内を通っていない。

### バス
神奈川中央交通（神奈中バス）
- 全て厚木営業所のバスが担当し、南は厚木バスセンターや本厚木駅（小田急小田原線）、北は原当麻駅（JR相模線）や愛川町役場など、また東は海老名駅（JR相模線や小田急小田原線、相模鉄道）へも結んでいる。鉄道路線が地内には通っていないためこの神奈中バスで各路線の駅まで利用する場合が多い。なお、この関口を通る神奈中バスはいずれも国道129号に沿っていて、県道42号は経由していない。

### 道路
- 国道129号
- 神奈川県道42号藤沢座間厚木線
- 首都圏中央連絡自動車道（圏央道）

```
国道129号と県道42号は関口中央交差点で交差する。ただ県道42号の方はその交差点を廻らず、国道129号の下を立体交差する形で相模川方面と中津川方面の間を直結する
地下道
も設けられている。また圏央道も関口内の相模川寄りに南北に貫いており、その道路の関口内に
厚木パーキングエリア
が上下ともに存在する（ただし下り側のパーキングエリアは一部北隣の山際との境界上に位置する）。地内に圏央道の
インターチェンジ
はなく、南隣の中依知に
圏央厚木インターチェンジ
が設置され、国道129号を経由してIC入口に向かう経路がある。
```

## 施設
- 厚木市立依知小学校
- 厚木さくら幼稚園
- 依知保育園
- 日枝神社
- 大六天神社
- 御嶽神社

以下は国道129号沿いに存在する。
- 丸亀製麺厚木北店
- ワークマン厚木関口店
- CoCo壱番屋厚木関口店
- セブンイレブン厚木関口店